# Aeroporto de Paraíso do Tocantins
O Aeroporto de Paraíso do Tocantins é um aeroporto brasileiro que fica localizado na rua 15 no município de Paraíso do Tocantins, no Tocantins. Encontra-se a 631 km de Brasília e a 1504 km de São Paulo (capital). Sua pista possui 1200 metros é pavimentada e sinalizada. Possui posto para abastecimento, uma excelente alternativa de rota para aeronaves de pequeno porte pois encontra-se na região central do Brasil.  